# Hyposidra gracilis
Hyposidra gracilis là một loài bướm đêm trong họ Geometridae.